# Novojavorivsk
Novojavorivsk (ukrainska: Новояворівськ uttal (fil)), är en stad i västra delen av Ukraina, belägen i Lviv oblast, vid foten av Karpaterna, i närheten av gränsen mot Polen med omkring 31 000 invånare (2022).

## Bildgalleri

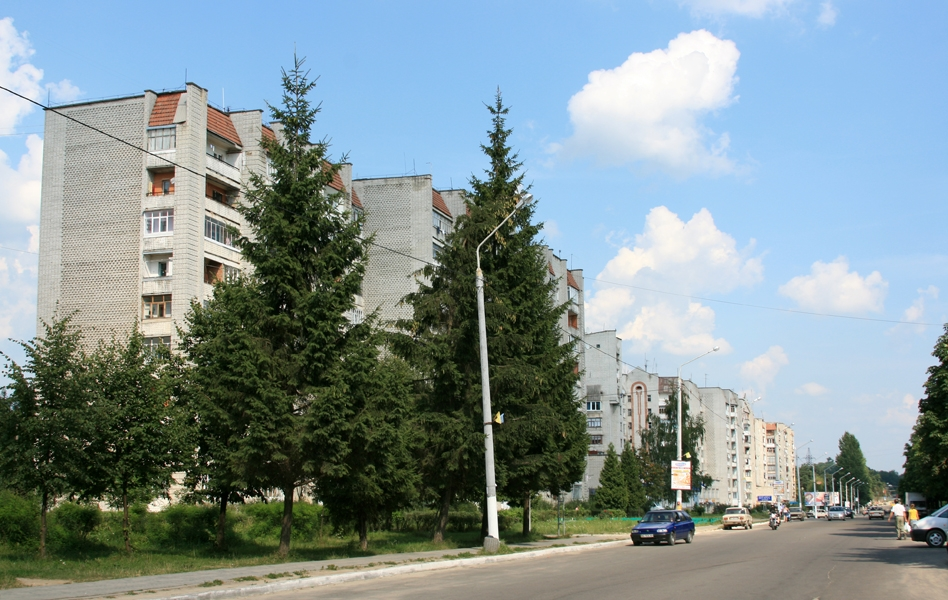
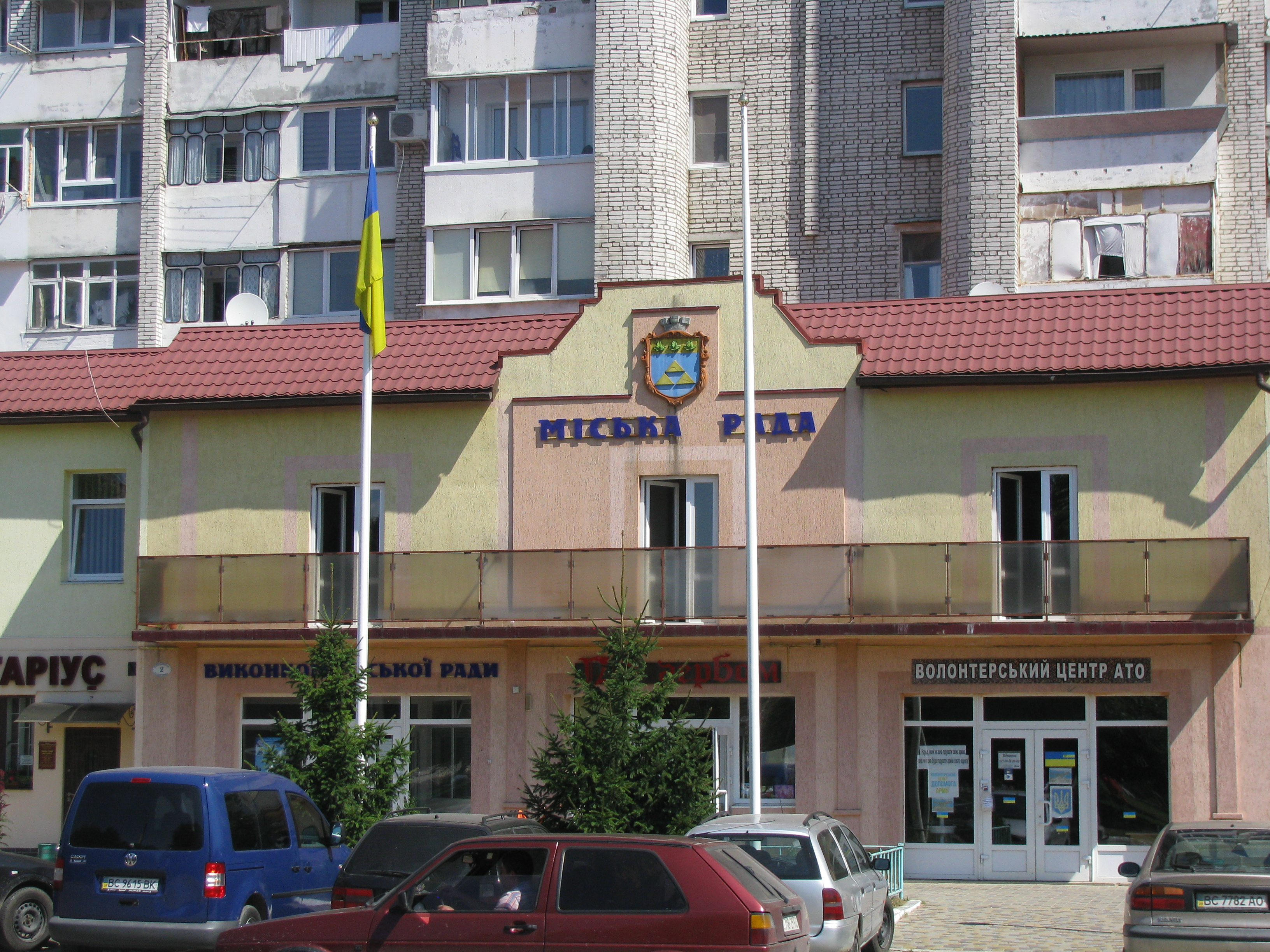
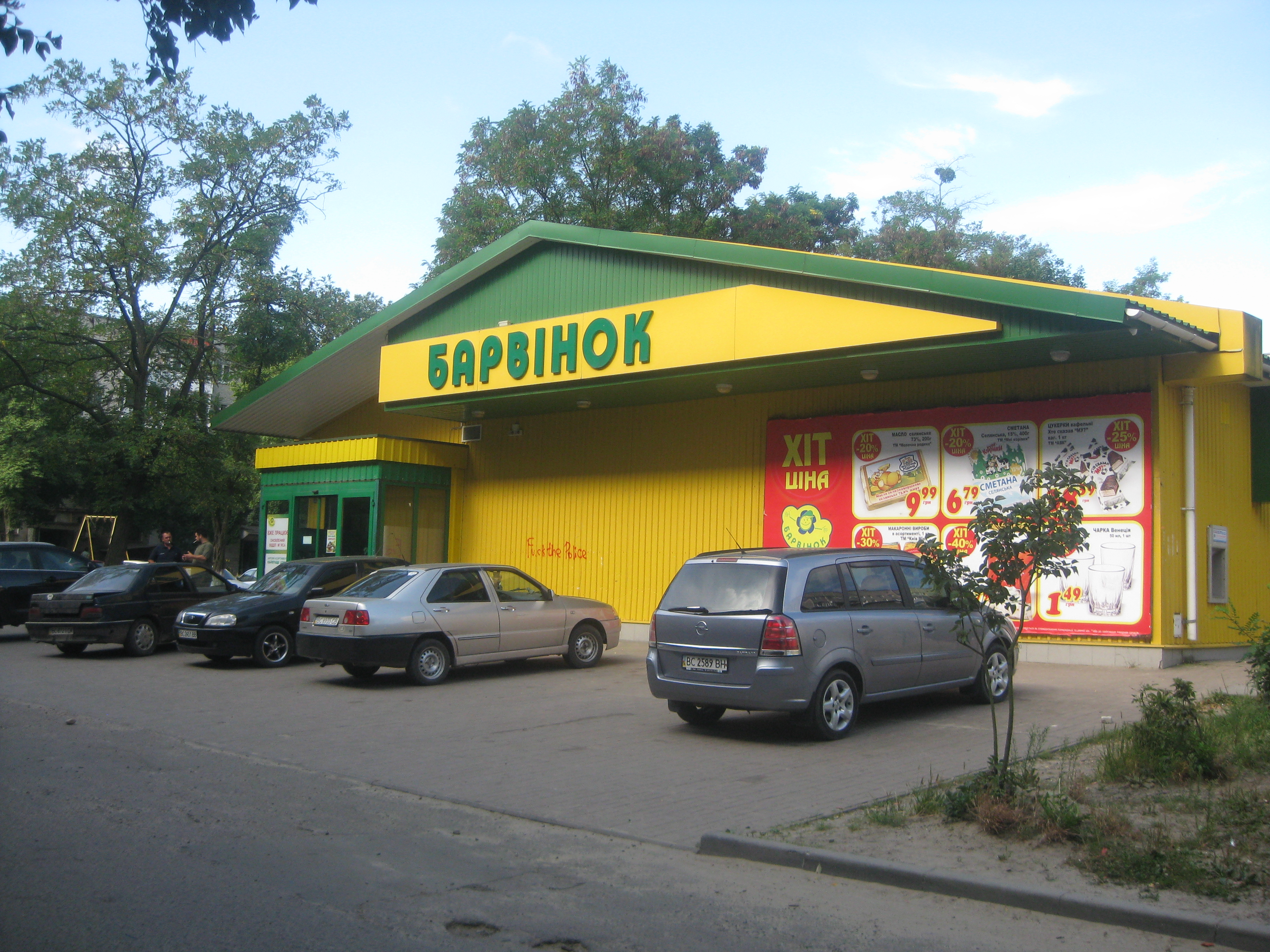
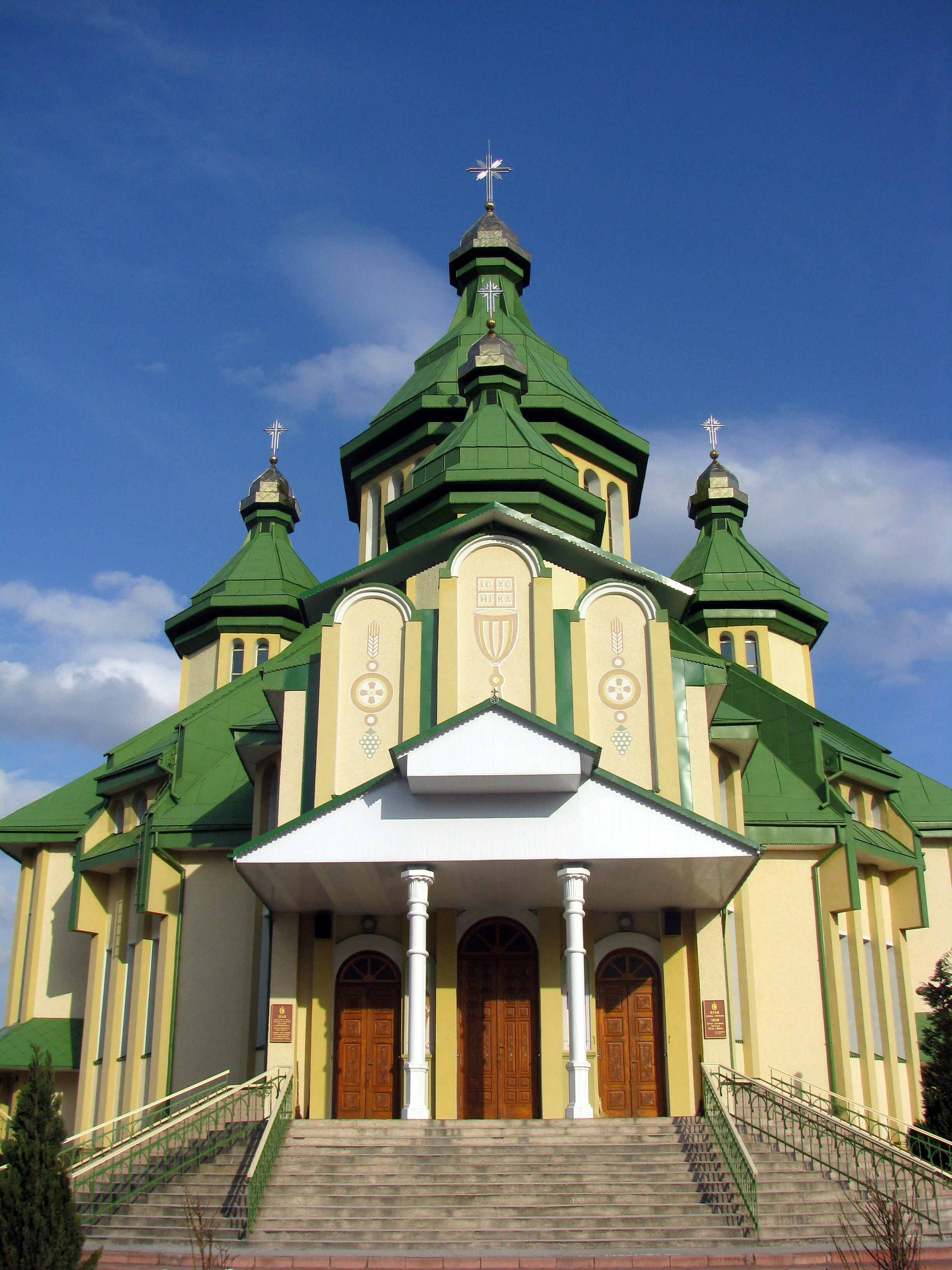
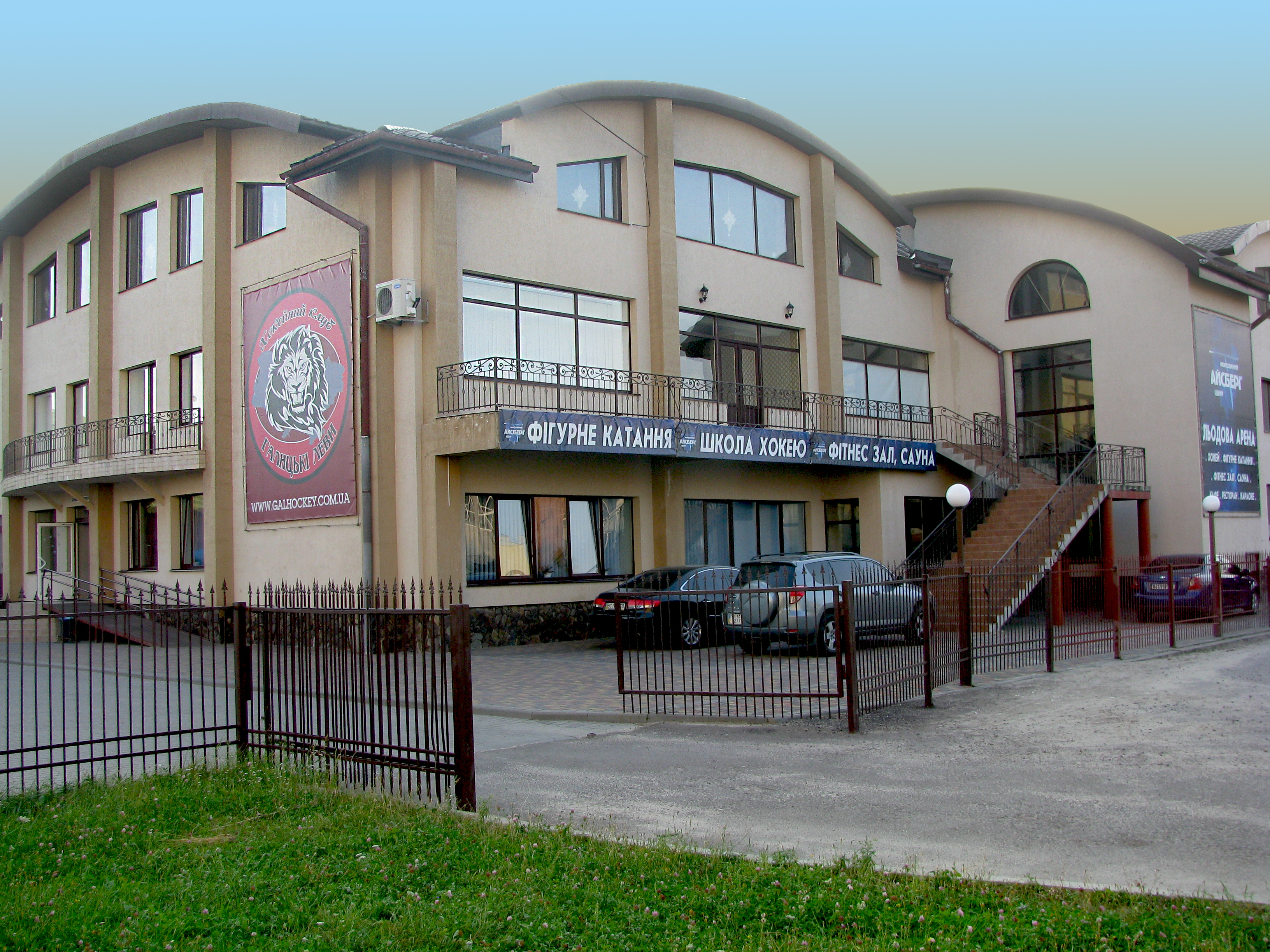